# Namibia en los Juegos Olímpicos de Sídney 2000
Namibia estuvo representada en los Juegos Olímpicos de Sídney 2000 por un total de 11 deportistas, 9 hombres y 2 mujeres, que compitieron en 6 deportes.
El portador de la bandera en la ceremonia de apertura fue el boxeador Ali Nuumbembe. El equipo olímpico namibio no obtuvo ninguna medalla en estos Juegos.